# Kyōkai Senjō no Horizon
Kyōkai Senjō no Horizon (jap. 境界線上のホライゾン, Kyōkai Senjō no Horaizon, dt. „Horizont auf der Grenzlinie“, untertitelt als „Horizon on the Middle of Nowhere“) ist der Titel einer Light-Novel-Reihe, die vom japanischen Autor Minoru Kawakami geschrieben wird und mit Illustrationen des Künstlers Satoyasu versehen ist.
Die seit September 2008 im vom Imprint Dengeki Bunko herausgegebenen Dengeki Bunko Magazine veröffentlichte Romanreihe spielt in einer fernen Zukunft, in der die Menschheit versuchte, die ausgebeutete Erde zu verlassen. Durch ein unbekanntes Phänomen waren sie jedoch nicht in der Lage, das Weltall zu bereisen, und mussten schließlich aufgeben und zur Erde zurückkehren. Zu ihrer Verwunderung ist davon jedoch nur noch Japan als einziges Gebiet bewohnbar und schon bald entsprechend umkämpft.
Im Jahr 2011 wurde der Roman vom Animationsstudio Sunrise unter der Regie von Manabu Ono als gleichnamige Anime-Fernsehserie adaptiert, in deren Zuge auch eine von Hideo Takenaka gezeichnete Manga-Reihe erschien. Beide Adaptionen orientieren sich an dem im Roman von Minoru Kawakami vorgegebenen Handlungsverlauf.

## Handlung
In einer fernen Zukunft verließ die Menschheit die ausgebeutete Erde um nach neuem Lebensraum innerhalb der Weiten des Weltalls zu suchen. Aufgrund eines nicht erklärbaren Phänomens gelingt es ihnen jedoch nicht, sich weiter im Weltall fortzubewegen, und sie müssen notgedrungen zur Erde zurückkehren. Von dieser ist nach ihrer Rückkehr jedoch nur noch Japan bewohnbar, was nicht die gesamte noch existente Bevölkerung aufnehmen kann. Um ihr dennoch genügend Platz zu bieten, wird mit Hilfe der fortschrittlichen Technologie eine zweite Dimension, eine Kopie von Japan, erschaffen, die als Jūsō Sekai (重奏世界, „Instrumentalensemble-Welt“) bezeichnet wird. Das reale Japan blieb unterdessen großteils unter der Kontrolle der Shinshū (神州, dt. etwa: „göttliches Land“), der ‚Ureinwohner Japans‘.
In der Folgezeit richtete sich der Blick erneut auf die Sterne und die Menschen begannen sich nach einer neuen Lebensweise zu richten, wie sie im Testament (聖譜, Seifu) festgehalten ist. Diese Art von Religion fordert die Menschheit auf, die Phasen der menschlichen Geschichte noch einmal zu durchleben und daraus das nötige Wissen zu gewinnen, um die Barriere zu überwinden, die sie auf der Erde gefangen hält.
Nach der im Testament beschrieben Zeitrechnung, der Testament Era, kommt es im Jahr 1413 jedoch zu einem folgenschweren Zwischenfall. Die nördlichen und südlichen Fraktionen der Shinshū geraten in einen Konflikt, der schließlich auch militärisch ausgetragen wird. Dabei wird das System zur Aufrechterhaltung der parallelen Welt beschädigt, was beide Welten miteinander kollidieren lässt und einen Großteil der Welt ins Chaos stürzt. Die Jūsō Sekai gibt der realen Welt die Schuld daran, wodurch ein weiterer Krieg ausbricht, den die Jūsō Sekai für sich gewinnen kann. Infolgedessen besetzen die Staaten der Jūsō Sekai das reale Japan und teilen das Territorium in feudale Lehen auf, deren Herrschergeschlecht einem historischen entliehen ist, darunter:
- Kyokutō (極東, wörtlich: „Ferner Osten“; Japan) in Tōkai/Kantō mit dem Geschlecht der Matsudaira,
- P.A.Oda (Mittlerer Osten) in Kinki bis Tōkai mit den Oda,
- Hexagone Française (六護式仏蘭西, Eguzagon Furansēzu; Frankreich) in Chūgoku mit den Mōri,
- Shinsei Rōma Teikoku / M.H.R.R. (神聖ローマ帝国, Heiliges Römisches Reich) in Kinki mit den Hashiba,
- England (英国, Ingurando) in Tsushima,
- K.P.A.Italia (Italien) um die Seto-Inlandsee mit den Aki,
- Tres España (三征西班牙, Toresu Esupania; Spanien) in Shimonoseki mit den Ōuchi/Ōtomo,
- Sviet Rus (上越露西亜, Suviēto Rūshi, geschrieben wörtlich: „Jōetsu-Russland“) in Hokuriku mit den Uesugi,
- Qing-Takeda (清武田, Shin-Takeda; China) in Kantō mit den Takeda,
- Africa Shokoku (アフリカ諸国, Afurika Shokoku; Afrika) in Kyūshū mit den Shimazu,
- India Shokoku Rengō (印度諸国連合, Indo Shokoku Rengō; Indien) in Tōkai bis Kantō mit den Hōjō.

Kyokutō ist dabei der Überrest des einst großen Staates Shinshū, der seinen Bürgern nicht mehr genug Platz bieten kann.
Die Geschichte selbst setzt im Jahr 1648 der Testament Era auf dem fliegenden Stadtschiff Musashi (武蔵) ein. Hier haben zahlreiche Vertriebene aus Kyokutō Unterschlupf gefunden und es gilt als unabhängiges Territorium, obwohl es mit Kyokutō alliiert ist. Das Schiff befindet sich auf ständiger Wanderschaft, da den Bewohnern nur kurzfristige Landungen erlaubt werden, um etwa Handel zu treiben. Dabei befinden sie sich unter ständiger Kontrolle durch die Testament Union (聖譜連盟, Seifu Renmei, abgekürzt als Seiren [聖連]); ein Bündnis der Staaten, die sich berufen sehen, sich an den geschichtlichen Ereignissen zu orientieren, was auch in der politischen Argumentation eine besondere Rolle spielt. Zugleich ist es auch eine Zeit, in der sich Gerüchte über die bevorstehende Apokalypse verbreiten, nachdem die Testament Union aufhörte über die bevorstehenden Ereignisse der alten Welt zu berichten, die im Jahr 1648 stattfinden sollen.
Zunächst wird die Musashi Ariadust Gakuin (武蔵アリアダスト学院) vorgestellt. Dies ist eine Schule in Musashi, in der die noch nicht Volljährigen geschult und im Kampftraining ausgebildet werden dürfen. Diese Schule besucht auch der Protagonist von Kyōkai Senjō no Horizon, der etwas eigenwillige und stets sorglos wirkende Schüler Tōri Aoi. Während seiner Schulzeit setzt er es sich in den Kopf, dass er unbedingt Ariadust Horizon seine Liebe gestehen will. Dies hat allerdings einen Haken. Horizon kam schon während seiner Kindheit ums Leben. Er ist aber davon überzeugt, dass es sich bei der weiblichen Androiden P-01s, die etwa ein Jahr zuvor ohne Erinnerung an ihre Vergangenheit nach Musashi kam, um Horizon handeln würde.

## Entstehung und Veröffentlichungen

### Light Novel
Die Light-Novel-Reihe Kyōkai Senjō no Horizon wird vom japanischen Autor Minoru Kawakami geschrieben. Die in den Text eingebetteten Zeichnungen stammen vom Künstler Satoyasu, der für TENKY arbeitet. Die Veröffentlichung der Kapitel begann als eine Art Fortsetzungsgeschichte innerhalb des Dengeki Bunko Magazine mit der Ausgabe für den Oktober 2008. Das auf Light Novels spezialisierte Magazin gehört zu dem Imprint Dengeki Bunko von ASCII Media Works, bei dem die noch immer fortgesetzte Reihe ebenso in Sammelbänden veröffentlicht wird. Bisher (Stand: April 2014) erschienen von ihr 16 Ausgaben.
- Bd. 01: 境界線上のホライゾンI<上>, ISBN 978-4-04-867218-4, 10. September 2008
- Bd. 02: 境界線上のホライゾンI<下>, ISBN 978-4-04-867270-2, 10. Oktober 2008
- Bd. 03: 境界線上のホライゾンII<上>, ISBN 978-4-04-867848-3, 10. Juni 2009
- Bd. 04: 境界線上のホライゾンII<下>, ISBN 978-4-04-867901-5, 10. Juli 2009
- Bd. 05: 境界線上のホライゾンIII<上>, ISBN 978-4-04-868600-6, 10. Juni 2010
- Bd. 06: 境界線上のホライゾンIII<中>, ISBN 978-4-04-868647-1, 10. Juli 2010
- Bd. 07: 境界線上のホライゾンIII<下>, ISBN 978-4-04-868735-5, 10. September 2010
- Bd. 08: 境界線上のホライゾンIV<上>, ISBN 978-4-04-870805-0, 10. September 2011
- Bd. 09: 境界線上のホライゾンIV<中>, ISBN 978-4-04-870806-7, 10. Oktober 2011
- Bd. 10: 境界線上のホライゾンIV<下>, ISBN 978-4-04-870807-4, 10. Dezember 2011
- Bd. 11: 境界線上のホライゾンV<上>, ISBN 978-4-04-886854-9, 10. August 2012
- Bd. 12: 境界線上のホライゾンV<下>, ISBN 978-4-04-886855-6, 10. Oktober 2012
- Bd. 13: 境界線上のホライゾンVI<上>, ISBN 978-4-04-891623-3, 10. Mai 2013
- Bd. 14: 境界線上のホライゾンVI<中>, ISBN 978-4-04-891820-6, 10. Juli 2013
- Bd. 15: 境界線上のホライゾンVI<下>, ISBN 978-4-04-891624-0, 10. September 2013
- Bd. 16: 境界線上のホライゾンVII<上>, ISBN 978-4-04-866311-3, 10. Februar 2014

Die einzelnen Bände sind für Light Novels außergewöhnlich umfangreich und besitzen von 543 Seiten (Band 1) bis 1153 Seiten (Band 4).
Von November 2011 bis November 2012 wurden 410.000 Exemplare verkauft, wodurch sie Platz 13 der meistverkauften Light-Novel-Reihen des Jahres erreichte. Bis November 2013 kamen 170.000 weitere hinzu, wodurch sie auf Platz 27 landete.

### Anime
Aufbauend auf der Romanreihe entstand die Anime-Fernsehserie Kyōkai Senjō no Horizon unter der Regie von Manabu Ono im Animationsstudio Sunrise.
Erstmals angekündigt wurde die Adaption in der März-Ausgabe 2011 des Dengeki Bunko Magazine, in dem auch die Light-Novel-Reihe veröffentlicht wird. Die Erstausstrahlung begann in der Nacht des 2. Oktobers 2011 (und damit am vorherigen Fernsehtag) auf MBS. Ein bis zwei Tage später begannen ebenfalls die Sender CTC, tvk, TVS, MX und TVA mit der Ausstrahlung. Die bisher letzte Folge der 13 Folgen umfassenden ersten Staffel wurde am 25. Dezember 2011 übertragen. Zugleich wurde im Abspann eine zweite Staffel für den Sommer 2012 angekündigt.
Außerhalb Japans wurde die Serie von Sentai Filmworks für den nordamerikanischen Raum lizenziert und wurde beginnend am 4. Oktober 2011 auf Anime Network als Streaming-Angebot mit englischen Untertiteln angeboten, ab 15. Oktober ebenso Crunchyroll. Ebenso erwarb Animax eine Lizenz und überträgt die Serie seit dem 16. Januar 2012.

#### Synchronisation
| Rolle                    | Japanischer Sprecher (Seiyū) |
| ------------------------ | ---------------------------- |
| Tori Aoi                 | Jun Fukuyama                 |
| P-01s / Horizon Ariadust | Minori Chihara               |
| Masazumi Honda           | Miyuki Sawashiro             |
| Futayo Honda             | Yū Kobayashi                 |
| Toussaint Neshinbara     | Mutsumi Tamura               |
| Shirojiro Bertoni        | Takehito Koyasu              |
| Heidi Augesvarer         | Kaori Nazuka                 |
| Tenzo Crossunite         | Daisuke Ono                  |
| Kiyonari Ulquiaga        | Takaya Kuroda                |
| Margot Knight            | Nao Tōyama                   |
| Malga Naruze             | Emi Nitta                    |
| Nate Mitotsudaira        | Marina Inoue                 |
| Naomasa                  | Kei Shindō                   |
| Kimi Aoi                 | Chiwa Saitō                  |
| Tomo Asama               | Ami Koshimizu                |
| Adéle Balfette           | Ayuru Ōhashi                 |
| Noriki                   | Daisuke Hirakawa             |
| Kenji Itō                | Eiji Miyashita               |
| Ginji Ohiroshiki         | Minoru Shiraishi             |
| Nenji                    | Daisuke Hirakawa             |
| Hassan Fullbush          | Daisuke Ono                  |
| Suzu Mukai               | Aoi Yūki                     |
| Persona                  |                              |
| Makiko Oriotorai         | Ryōko Shiraishi              |
| Mitsuki Sanyō            | Ai Shimizu                   |
| Tadatsugu Sakai          | Taiten Kusunoki              |
| Muneshige Tachibana      | Tomokazu Sugita              |
| Gin Tachibana            | Minako Kotobuki              |
| Musashi                  | Mai Nakahara                 |

#### Musik
Der Vorspann des Animes wurde vom Titel Terminated begleitet. Das Musikstück wurde von Aki Hata geschrieben, von Daisuke Kikuta komponiert und arrangiert und von Minori Chihara interpretiert. In der fünften und dreizehnten Folge entfiel der Vorspann, da die Handlung direkt an die der vorherigen Folge anschloss. In vollständiger Länge erschien der Titel auf der gleichnamigen Single, die offiziell am 19. Oktober 2011 von Lantis veröffentlicht wurde. Auf der Single befanden sich insgesamt drei Stücke. Dies sind Terminated, Meguriai – Kakegae no nai Mono (巡り逢い～かけがえのないもの～) und Hyper New World. Sie stieg in der Woche vom 17. bis 23. Oktober auf Platz 9 der von Oricon herausgegebenen wöchentlichen Single-Charts ein.
Im Abspann wurden zwei verschiedene Stücke gespielt. In den Folgen 1–3, 7–10 und 12–13 war es der Titel Pieces. Er wurde von Kyōichi Miyazaki komponiert und arrangiert. Der Liedtext und der Gesang stammen von der Sängerin AiRI. Als Single, die ebenso als -Side Ariadust- bezeichnet wurde, und in vollständiger Länge wurde der Titel am 9. November 2011 von Lantis, zusammen mit dem Titel Rock’n Life, veröffentlicht. Beide lagen sowohl in einer normalen Fassung als auch in einer Instrumentalversion vor.
Das zweite Stück war der Titel Stardust Melodia, der in den verbleibenden Folgen gespielt wurde. Der Text und die Interpretation stammen von der Sängerin Ceui. Kotaro Odaka war für die Komposition und das Arrangement zuständig, wobei Ceui ebenso bei der Komposition mitwirkte. Die zugehörige Single erschien wie die zuvor genannte bei Lantis am 9. November 2011.

## Rezeption
Von den ersten acht Bänden der Light-Novel-Reihe verkauften sich in Japan über 750.000 Exemplare.